# Pelham (Georgia)
Pelham – miasto w Stanach Zjednoczonych, w stanie Georgia, w hrabstwie Mitchell.